# Róger Guedes
Róger Krug Guedes (Ibirubá, Río Grande del Sur, Brasil; 2 de octubre de 1996) es un futbolista brasileño. Juega como delantero y su equipo actual es el Al-Rayyan de la Liga de fútbol de Catar.

## Trayectoria

### Criciúma
Comenzó su carrera en el equipo juvenil del Grêmio pero fue liberado en 2011. Poco después se mudó a Criciúma y terminó su formación allí, Guedes hizo su debut con el primer equipo el 23 de noviembre de 2014, entrando como suplente en el medio tiempo en el empate 1-1 ante Flamengo en la Serie A; también asistió a Cléber Santana para el gol del empate. Su primer gol profesional llegó el 6 de diciembre, cuando marcó en la derrota por 2-1 ante el Corinthians.
Guedes fue ascendido al equipo principal antes de la campaña de 2015, con su equipo ahora en la Série B.

### Palmeiras
El 5 de abril de 2016 firmó un contrato de cinco años con el Palmeiras en la máxima categoría del futbol brasileño; el Verdão pagó R$ 2,5 millones por el 25% de sus derechos federativos. Hizo su debut el 14 días después, reemplazando a Alecsandro en una victoria en casa por 2-0 en el Campeonato Paulista contra São Bernardo. Anotó durante su debut en la máxima categoría con el club el 14 de mayo, anotando el primero en una derrota por 4-0 en casa ante Atlético Paranaense. Marcó cuatro goles en 31 apariciones durante la temporada, ya que su equipo se coronó campeón. El 31 de enero de 2017, Guedes renovó su contrato con el Palmeiras, recibiendo un aumento de sueldo para mejorar surelease clause.
En 2017, apareció un video de una sesión de entrenamiento de Palmeiras donde se ve a Guedes participando en una sesión de ejercicios en un campo de práctica desde lejos. Sus compañeros lo perseguían fuera del terreno de juego antes de inmovilizarlo contra el suelo y atarlo con un alambre ante la mirada del cuerpo técnico y del técnico Cuca . Según Guedes, esta no era la primera vez que los jugadores del Palmeiras lo acosaban físicamente y que la justificación de tal crueldad era endurecerlo para los grandes partidos.
El 27 de diciembre de 2017, Guedes se unió al Atlético Mineiro en un acuerdo de intercambio de préstamo de una temporada que lo involucraba a él y a Marcos Rocha.

### Shandong Luneng Tai Shan
El 13 de julio de 2018, Guedes fue cedido al Shandong Taishan de la Superliga de China por un año con una obligación de compra por 9,6 millones de euros. Hizo su debut con el 28 de julio en un empate 1-1 con Jiangsu Suning. Después de que el movimiento de préstamo se hiciera permanente, se establecería como un miembro vital del equipo, siendo parte del equipo que ganó la FA Cup de China 2020 contra Jiangsu en una victoria por 2-0.

### Corinthians
El 27 de agosto de 2021, Guedes fichó por Corinthians, tras rescindir con el Shandong. Excepcionalmente, usó la camiseta número 123 en su primera temporada, porque el número 23 (que suele usar en honor al cumpleaños de su hijo) lo llevó Fagner. Después de eso, Guedes usó la camiseta número 9 durante la mayor parte de la temporada 2022, y luego cambió su camiseta al número 10 cuando Willian rescindió su contrato con el Corinthians.

### Al-Rayyan
El 9 de agosto de 2023, fichó por el Al-Rayyan de la Liga de fútbol de Catar, donde firmó contrato hasta 2027.
Marcó su primer gol con el club en su debut contra Al Markhiya en una victoria a domicilio por 1-0 el 17 de agosto de 2023. Una semana después, el 25 de agosto, Guedes asistió al gol de Rodrigo en una victoria en casa por 1-0 contra Qatar SC.

## Clubes
| Club                     | País   | Año     | Partidos | Goles |
| ------------------------ | ------ | ------- | -------- | ----- |
| Criciúma                 | Brasil | 2014–16 | 57       | 8     |
| Palmeiras                | Brasil | 2016–18 | 71       | 11    |
| Atlético Mineiro(cedido) | Brasil | 2018    | 20       | 11    |
| Shandong Luneng          | China  | 2018-21 | 41       | 20    |
| Corinthian               | Brasil | 2022-23 | 97       | 36    |
| Al-Rayyan SC             | Catar  | 2023-   | 35       | 29    |